# غاغو كوتينهو

خارطة طريق أول عبور لجنوب المحيط الأطلسي عن طريق الجو..

غاغو كوتينهو  (بالبرتغالية: Carlos Viegas Gago Coutinho‏) (ولد في لشبونة ، 17 فبراير من 1869 - وتوفي في لشبونة، 18 فبراير من 1959)، رائد الطيران البرتغالي، كان عالم جغرافيا والخرائط، وضابط في البحرية البرتغالية، وملاح جوي ومؤرخ. قام هو والطيار (Sacadura)، بأول عبور جوي لجنوب المحيط الأطلسي، بواسطة طائرة مائية من نوع وسيتانيا وذلك في عام 1922.

## معرض صور

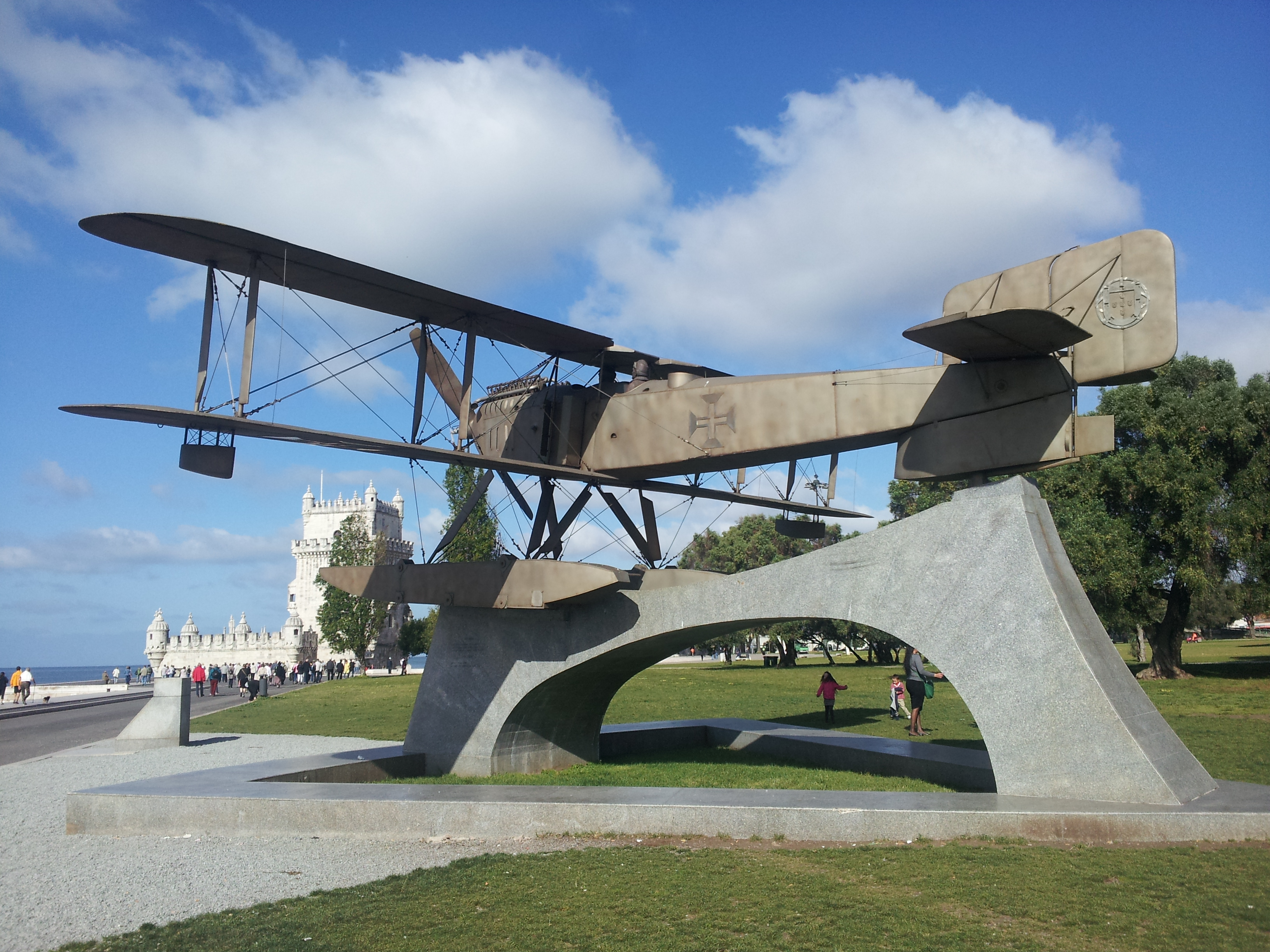
نصب لشبونة التذكاري للرحلة
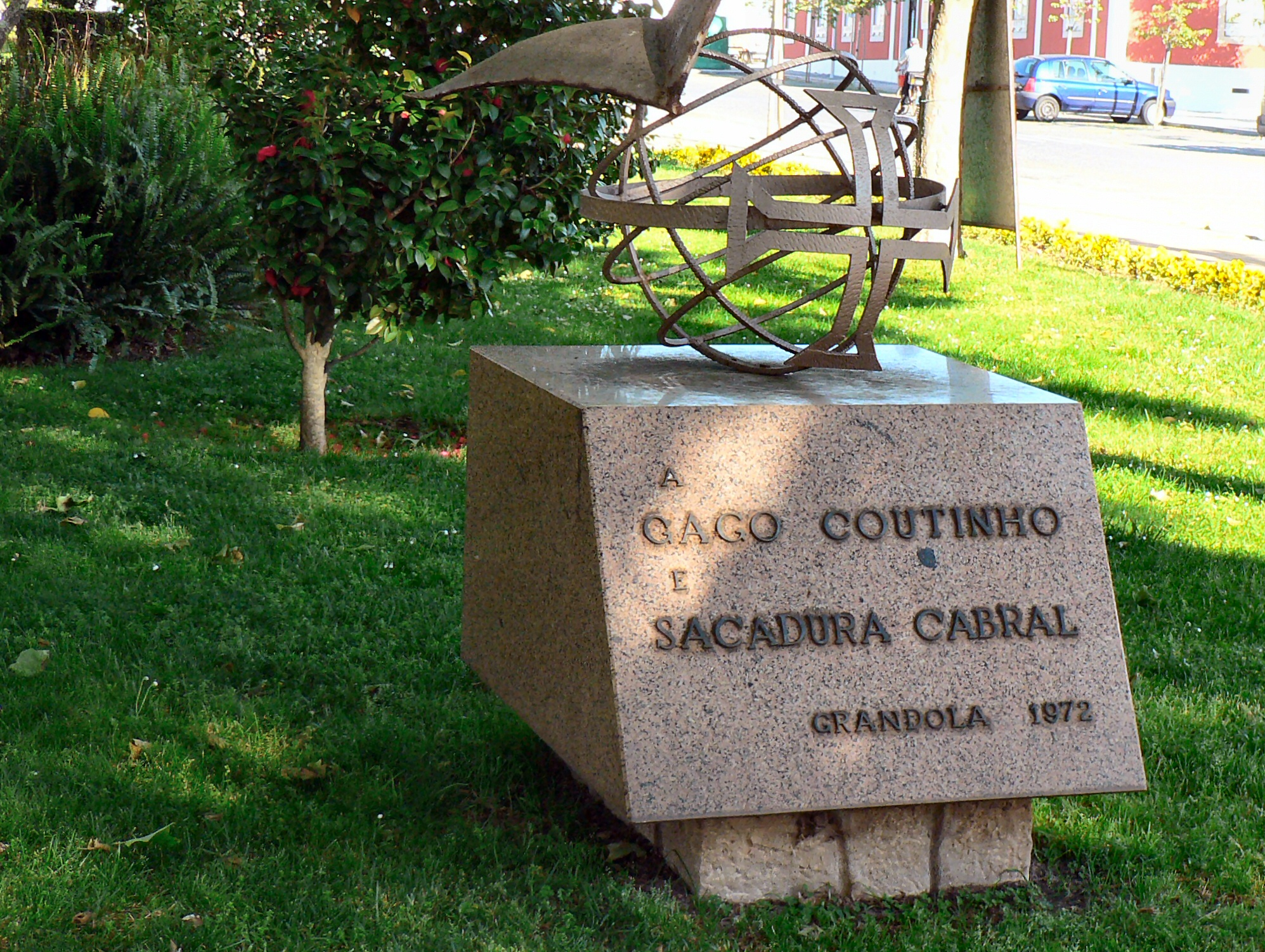
نصب تذكاري لساكادورا كابرال وغاغو كوتينهو في غراندولا (البرتغال)
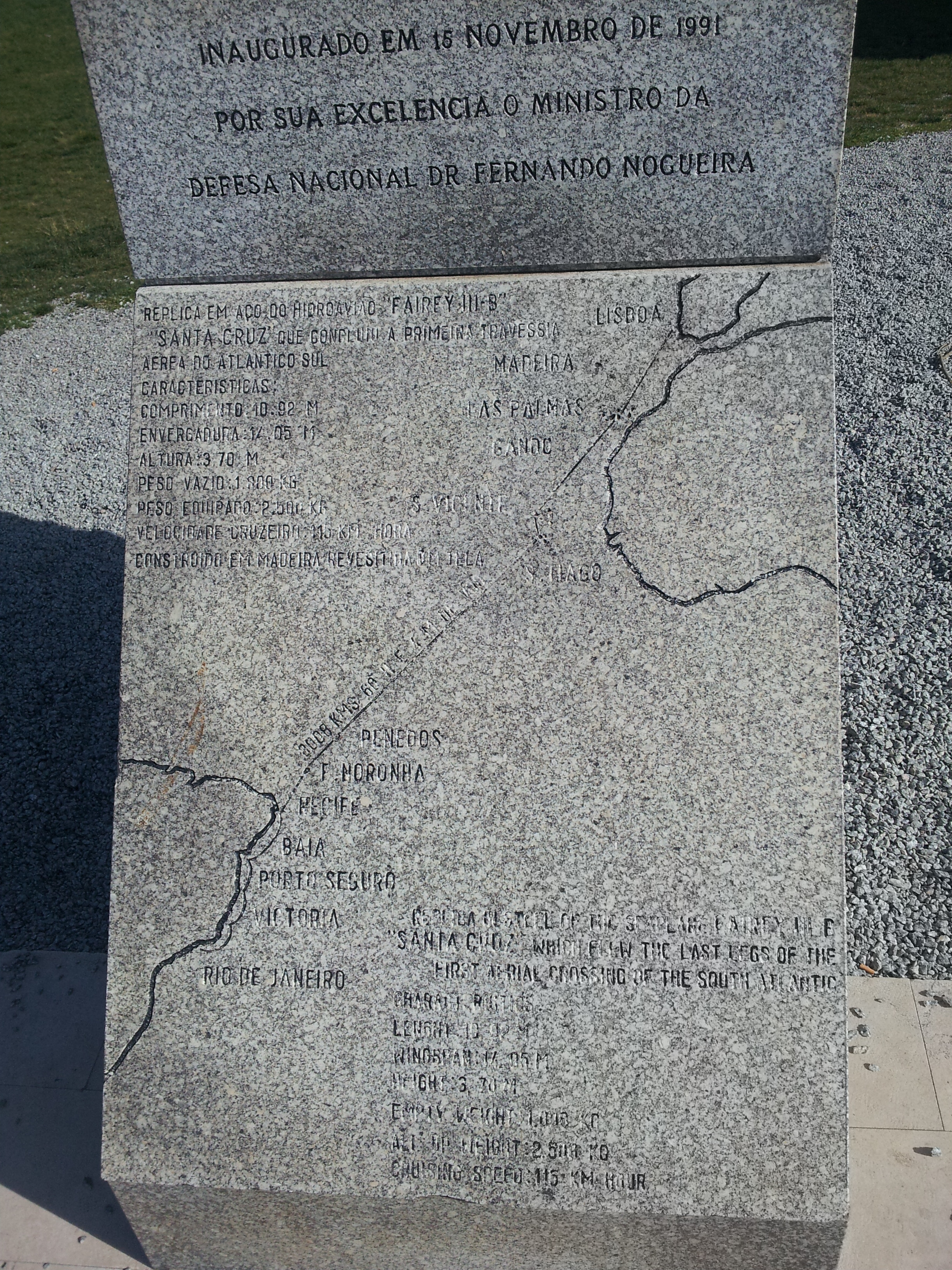
نصب لشبونة التذكاري لطريق الرحلة